# Himna slobodi
Himna slobodi ustaljeni je naziv za završnu himnu u pastoralnoj drami Dubravka dubrovačkog pjesnika Dživa Gundulića. Stih kojim je himna napisana dubrovačka je varijanta dvostruko rimovanog dvanaesterca. Tekst je uglazbio Jakov Gotovac 1928. kao dio scenske glazbe za Dubravku. S Gotovčevom glazbom djelo je imalo premijeru 26. travnja 1928. (režija Tito Strozzi), a od 1953. Himna se samostalno izvodi na otvaranjima Dubrovačkih ljetnih igara.
| » | O lijepa, o draga, o slatka slobodo, dar u kom sva blaga višnji nam bog je dô, uzroče istini od naše sve slave, uresu jedini od ove Dubrave, sva srebra, sva zlata, svi ljudcki životi ne mogu bit plata tvôj čistoj ljepoti! | « |
|   | |   |